# Złota 44
El Złota 44 es un rascacielos residencial situado en el centro de Varsovia, Polonia. Fue diseñado por el arquitecto estadounidense de origen judeo-polaco Daniel Libeskind y, con sus 52 pisos y sus 192 metros de altura, es el rascacielos residencial más alto de la Unión Europea y junto con el Rondo 1, el tercer rascacielos más alto de Varsovia.

## Construcción
El edificio fue originalmente desarrollado por ORCO Property Group y fue vendido a Amstar y a BBI Development en agosto de 2014 por 63 millones de euros.
Złota 44 tiene una ubicación completamente privilegiada en pleno centro de Varsovia (Śródmieście), con vistas panorámicas de la ciudad. Amstar y BBI pusieron a la venta 226 viviendas cuando la torre fue finalizada en 2013. El rascacielos cuenta con su propio gimnasio, piscina, cine privado y centro de negocios.
El nombre Złota 44 viene de la dirección del edificio antes de la Segunda Guerra Mundial. Złota significa "oro" en polaco y en el número 44 tiene una connotación especial en Polonia, en representación de la sublevación de Varsovia en 1944.